# Meta Janitzek
Meta Janitzek (ur. 19 lipca 1852 w Mysłowicach, zm. 1 listopada 1927 w Bytomiu) – górnośląska pisarka.

## Życiorys
Urodziła się 19 lipca 1852 roku w Mysłowicach. Pochodziła z rodziny Friedricha Reiflandta, wyższego urzędnika górniczego, który w swoim domu często urządzał spotkania towarzyskie, na których czytano literaturę niemiecką i o niej się dyskutowało. Stałym gościem tych wieczorów był spedytor Klaußmann z Szopienic, który często zapraszał swojego utalentowanego syna, późniejszego pisarza Antona Oskara Klaußmanna. Atmosfera ta obudziła u niej zainteresowanie literaturą. 
W wielu 20 lat wyszła za mąż i zamieszkała w podbytomskich Łagiewnikach. Zajęła się prowadzeniem domu i wychowywaniem dzieci, natomiast w wolnych chwilach pogłębiała swoją wiedzę i doskonaliła swój warsztat pisarski. Zadebiutowała 1 kwietnia 1901 roku i od razu stała się jedną z najbardziej popularnych górnośląskich pisarek, a swoje utwory publikowała w gazetach codziennych i czasopismach. 
Przez ostatnią dekadę swojego życia wycofała się z życia publicznego, ale nadal pisała. Zmarła po długiej chorobie 1 listopada 1927 roku w Bytomiu.

## Twórczość
Tematyka jej utworów często oparta była na wydarzeniach mających miejsce w jej środowisku – dotyczy to np. utworów Der Fürstenmord an der Dreikaiserreichsecke (Zabójstwo księcia na granicy trzech mocarstw) czy Das Kreuz im Walde (Krzyż w lesie). Opisywała krążące wśród ludności dawne historie o charakterze sensacyjnym, w tym Der Priestermord in Beuthen O.S. am 14.September des Jahres 1363 (Zabójstwo księdza w Bytomiu 14 września 1363 roku) i Ein Schreckenstag in Myslowitz (Sądny dzień w Mysłowicach). 
Uważana była za pierwszą pisarkę górnośląską, która przybliżyła lokalnej społeczności znaczące osobistości z życia gospodarczego, które przyczyniły się do rozwoju przemysłu w regionie, w tym. m.in. Karola Godulę czy Gottfrieda Linkego. Częstym motywem jej twórczości były także dzieje polskich rodzin szlacheckich związanych z Mysłowicami: Sułkowskich i Mieroszewskich. 
Była także autorką dwóch wierszy: St. Barbara (Święta Barbara) i Abschied vom Bergwerksglöckchen (Pożegnanie z górniczym dzwonkiem).
Po jej śmierci odnaleziono dwa niedokończone rękopisy: Die zwölf Wilhelminen (Dwanaście Wilhelmin) i Der letzte polnische Standsherr auf oberschlesischer Erde (Ostatni polski schlachcic na górnośląskiej ziemi).